# Dscheirach
Dscheirach (russisch Джейра́х; inguschisch ЖӀайрах) ist ein Dorf (selo) in der Republik Inguschetien in Russland mit 1513 Einwohnern (Stand 14. Oktober 2010).

## Geographie
Der Ort liegt auf der Nordseite des Großen Kaukasus etwa 40 km Luftlinie südsüdwestlich der Republikhauptstadt Magas. Es befindet sich an der linken Talseite des Armchi, der fünf Kilometer nordwestlich, bereits auf dem Gebiet der benachbarten Republik Nordossetien-Alanien, von rechts in den Terek mündet, sowie knapp acht Kilometer von der Staatsgrenze zu Georgien entfernt, die südlich auf dem Ochkur-Kamm verläuft. Dieser ist dort über 3300 m hoch und steigt in südwestlicher Richtung auf weiteren zehn Kilometern bis zum 4452 m hohen Gipfel Schan an. Der Felsenkamm (Skalisty chrebet) auf der rechten (nördlichen) Talseite des Armchi, gegenüber Dscheirach, erreicht dort etwa 3000 m über dem Meeresspiegel.
Dscheirach ist Verwaltungssitz des Rajons Dscheirachski sowie Sitz der Landgemeinde (selskoje posselenije) Dscheirach, zu der außerdem die Dörfer Armchi (2,5 km südöstlich, das einzige mit separat erfassten ständigen Einwohnern, Stand 2010), Furtoug (3 km nordwestlich), Gorbani (4 km nordwestlich), Pchmat (westlich anschließend) und Tamariani (4,5 km nordwestlich) gehören.

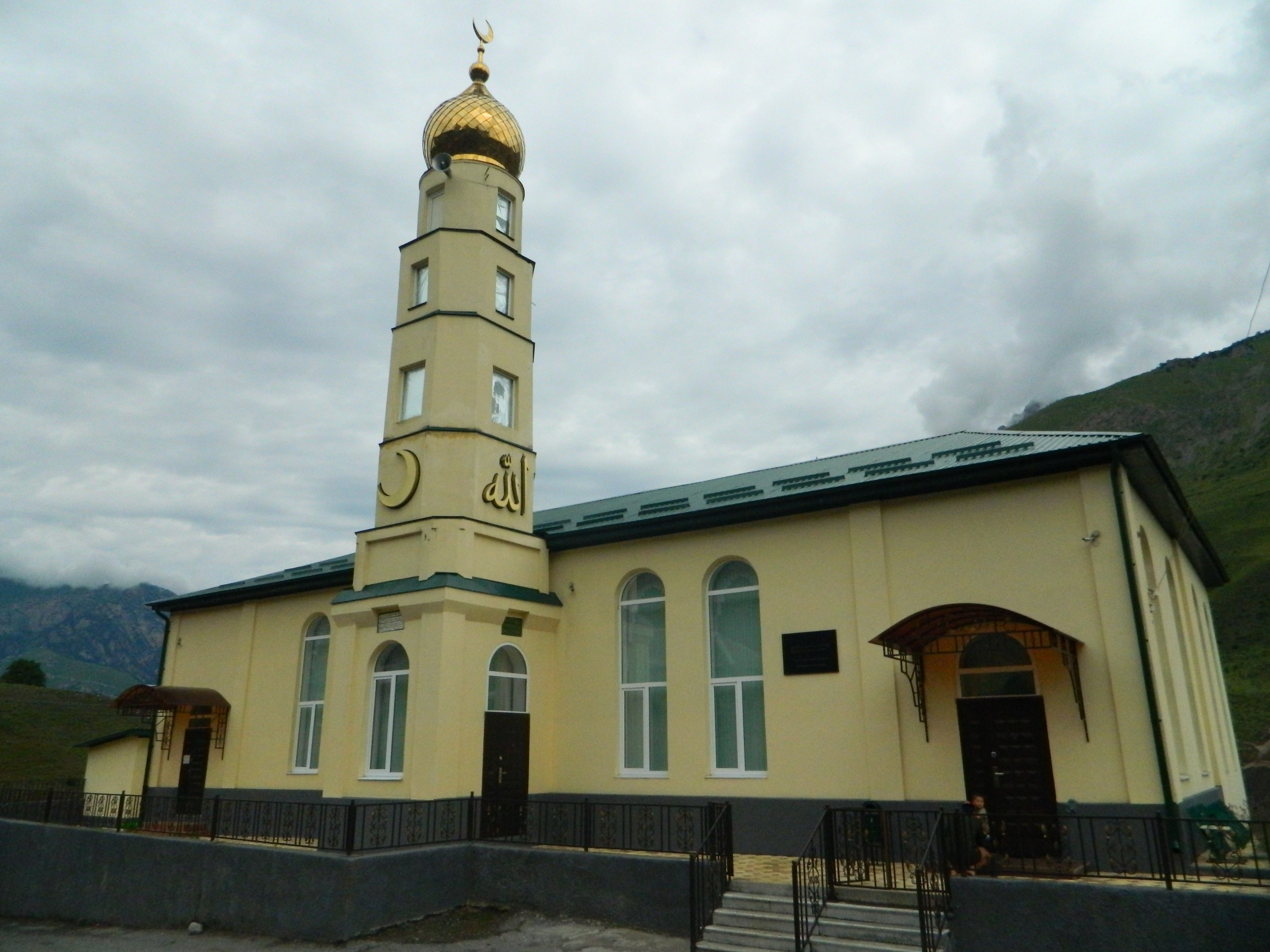
Moschee in Dscheirach
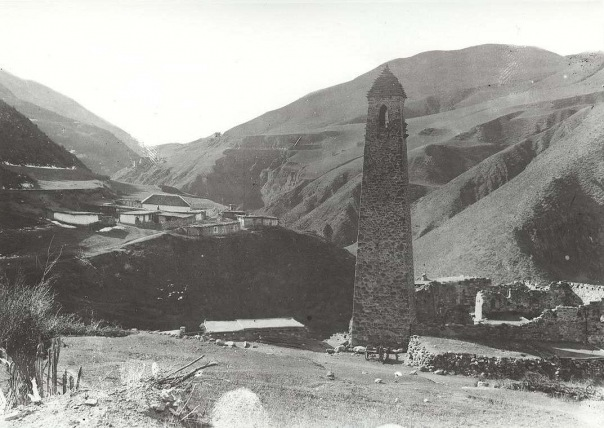
Wehrturm in Dscheirach (1921)
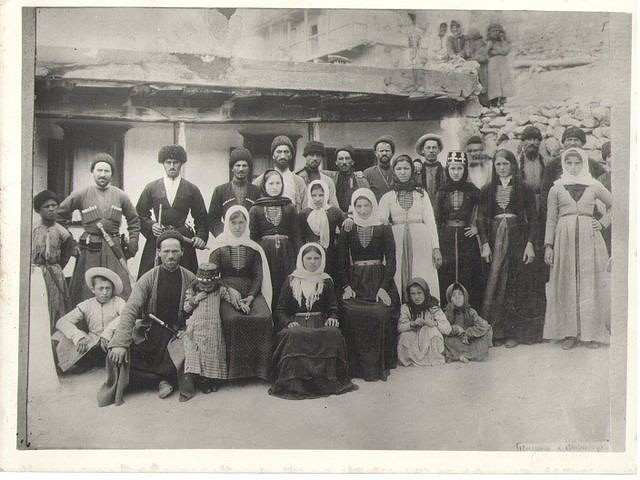
Familie Achrijew im heute unbewohnten Gemeindeteil Furtoug (1920er-Jahre)

## Geschichte
Zur frühen Geschichte des alten inguschischen Dorfes ist wenig bekannt; bis ins 20. Jahrhundert waren die heutigen Gemeindeteile Armchi und Furtoug bedeutender. Die Bezeichnung wird entweder mit dem arabischen Namen Dscharrah (arabisch جراح, DMG Ǧarrāḥ, auch Jarrah) oder dem inguschischen жӀар (dschar) für „Kreuz“ in Verbindung gebracht. Nach dem Anschluss der Region an das Russische Reich gehörte der Ort ab 1860 zu deren Oblast Terek, und innerhalb dieser zunächst zum Inguschischen Okrug, ab 1888 zum Okrug Sunscha, in dem die überwiegend von Inguschen und russischen Kosaken besiedelten Gebiete vereinigt wurden, ab 1905 (gesetzlich bestätigt 1909) mit der erneuten Teilung nach ethnischen Gesichtspunkten zum Okrug Nasran (mit Sitz in Wladikawkas). Im Russischen waren in verschiedenen Perioden auch die Schreibweisen Джайрах (Dschairach) und Джерах (Dscherach) sowie die Bezeichnung Верхний Джерах (Werchni Dscherach, in der Bedeutung „Ober-Dscherach“ – unterhalb im Tal des Terek befand sich an der Georgischen Heerstraße seit 1803 die russische Befestigung Dscherachowskoje) in Gebrauch.
Nach mehreren administrativen Umgestaltungen in der frühen sowjetischen Periode kam das Dorf innerhalb der seit 1924 existierenden Inguschischen Autonomen Oblast 1926 zu deren Prigorodny rajon (zunächst mit Sitz in Wladikawkas, später in Basorkino, dem heutigen Tschermen), ab 1934 innerhalb der Tschetscheno-Inguschischen Autonomen Oblast, ab 1936 der Tschetscheno-Inguschischen ASSR. Mit der Auflösung der Autonomen Republik und der Deportation aller Inguschen und Tschetschenen aus dem Gebiet 1944 kam der Prigorodny rajon zur Nordossetischen ASSR, und Dscheirach wurde nach der nahen Darialschlucht in Darial umbenannt. Nach Wiederherstellung der Autonomie 1957 wurde dieser Teil des Prigorodny rajon an Tschetscheno-Inguschetien zurückgegeben, der Großteil verblieb bei Nordossetien; das Dorf erhielt wieder seinen alten Namen und wurde dem neu gebildeten Perwomaiski rajon mit Sitz in Perwomaiskoje (heute wieder Galaschki) zugeordnet. In den 1960er-Jahren wurde dieser aufgelöst und dem Sunschenski rajon mit Sitz in Ordschonikidsewskaja (heute Stadt Sunscha) angegliedert. Nach Bildung der Republik Inguschetien wurde im Oktober 1993 der Dscheirachski rajon ausgewiesen, und Dscheirach damit erstmals Sitz einer übergeordneten Verwaltungseinheit.

### Bevölkerungsentwicklung
| Jahr | Einwohner |
| ---- | --------- |
| 2002 | 1064      |
| 2010 | 1513      |

Anmerkung: Volkszählungsdaten

## Verkehr
Dscheirach liegt an der Regionalstraße 26K-015, die bei Nesterowskaja an der föderalen Fernstraße R217 Kawkas beginnt, dem Tal der Assa aufwärts folgt, über eine etwa 2100 m über dem Meeresspiegel erreichende Passstraße ins Armchital wechselt und vier Kilometer westlich von Dscheirach beim Dorf Tschmi in Nordossetien-Alanien die durch das Terektal nach Georgien verlaufende föderale Fernstraße A161 (historische Georgische Heerstraße, Teil der Europastraße 117) erreicht. Die 26K-015 als einzige ausschließlich auf dem Territorium der Republik verlaufende Verbindung zwischen Dscheirach und dem zentralen Teil Inguschetiens wurde zwar in den letzten Jahren gegenüber dem vormaligen Fahrweg erheblich ausgebaut, ist aber auf weiten Abschnitten immer noch unbefestigt (Stand 2017) und im Passabschnitt im Winter nicht immer befahrbar; die kürzere und schnellere Verbindung verläuft über die A161 und Wladikawkas.
In der nordossetischen Hauptstadt Wladikawkas befindet sich gut 20 km nördlich von Dscheirach auch die nächstgelegene Bahnstation.